# Divje jagode
Divje jagode (švedsko Smultronstället) je švedski dramski film iz leta 1957, ki ga je režiral in zanj napisal scenarij Ingmar Bergman. Naslov v originalu pomeni »nasad divjih jagod«, v prenesene pomenu pa podcenjen prostor, pogosto z osebno ali sentimentalno vrednostjo. V glavnih vlogah nastopajo Victor Sjöström v svoji zadnji filmski vlogi kot starec, ki se spominja preteklosti, ter stalni Bergmanovi Bibi Andersson, Ingrid Thulin in Gunnar Björnstrand, Max von Sydow pa v stranski vlogi. 
Bergman je pisal scenarij, ko je ležal v bolnišnici. V njem se je poglobil v teme introspekcije in človeškega obstoja. Film velja za Bergmanov najboljši in najbolj ganljiv film, ki ga kritiki uvrščajo tudi za enega najboljših v zgodovini. Leta 1958 je bil na Berlinskem filmskem festivalu nagrajen z Zlatim medvedom. Woody Allen je delno po njem leta 1988 posnel film Skrivnost neznane ženske.

## Vloge
- Victor Sjöström kot profesor Isak Borg
- Bibi Andersson kot Sara
- Ingrid Thulin kot Marianne Borg
- Gunnar Björnstrand kot Evald Borg
- Jullan Kindahl kot Agda
- Folke Sundquist kot Anders
- Björn Bjelfvenstam kot Viktor
- Naima Wifstrand kot Isakova mati
- Gunnel Broström kot Berit Alman
- Gunnar Sjöberg kot Sten Alman
- Max von Sydow kot Henrik Åkerman
- Ann-Marie Wiman kot Eva Åkerman
- Gertrud Fridh kot Karin Borg
- Åke Fridell kot Karinin ljubimec
- Sif Ruud kot teta Olga
- Yngve Nordwall kot stric Aron
- Per Sjöstrand kot Sigfrid Borg
- Gio Petré kot Sigbritt Borg
- Gunnel Lindblom kot Charlotta Borg
- Maud Hansson kot Angelica Borg
- Eva Norée kot Anna Borg
- Göran Lundquist kot Benjamin Borg
- Per Skogsberg kot Hagbart Borg
- Lena Bergman kot Kristina Borg
- Monica Ehrling kot Birgitta Borg